# 山田貴敏
山田 貴敏（やまだ たかとし、1959年3月4日 - ）は、日本の漫画家。
岐阜県岐阜市出身。岐阜県立長良高等学校卒。中央大学商学部中退。モータースポーツA級ライセンス取得。

## 来歴
中央大学在学中は漫画研究会に所属。この時の仲間に山本貴嗣、ひろもりしのぶ、河合単らがいた。
大学4年から本格的に漫画を書き始め、処女作『二人ぼっち』で講談社新人漫画賞佳作を受賞、『マシューズ -心の叫び-』（『週刊少年マガジン』）で同賞に入選しデビューした。1990年から『マッシュ ―時代より熱く―』の連載開始で小学館へ移籍、以降は『週刊少年サンデー』などで執筆している。
出世作は『Dr.コトー診療所』で、単行本は売り上げ部数累計1,200万部を超える大ヒットを記録した。テレビドラマ化され、さらに2004年度、第49回小学館漫画賞一般部門を受賞し、大ヒットしたが、その後は相次ぐ事故や病気のリハビリで作画が困難なため、長期休載が続いている。

## 人物
本人は実直な作風からは想像がつかない陽気な人物で、ビデオ投稿番組に「結婚式で着ぐるみが脱げなくなった情けない新郎」という題材で登場したことがある。無類の動物好き漫画家として知られる。
酒好きではあるが、仕事場、自宅では一滴も飲まないという。ただ、酔って帰って花壇に財布を埋めてなくしたことがあるという。また、岐阜県の人々から「岐阜のぶなが大使」と称されている。
CBCラジオの『つボイノリオの聞けば聞くほど』に、準レギュラー並みに出演していたことがある。ゲリラ出演もある。番組のグッズ製作にもいくつか携わっている。
2016年、脚本、演出も担当し、本人初の舞台作品として上演される『W』を手掛けた（漫画家と舞台のコラボレーション企画『漫劇』にて）。『Dr.コトー診療所』休載以来で最初の作品であり、ミスインターナショナル鳳恵弥が主演、アカデミー賞俳優の黒田勇樹も本作で本格俳優復帰となる。

## 作風など
『マッシュ』からアシスタントを導入し、画風を確立した。
初期作品のうち、『マシューズ ―心の叫び―』、『風のマリオ』（以上講談社）、『マッシュ』はいわば神童芸術家三部作であり、天才少年が生い立ちの逆境と闘い人生を切り開き、栄光を掴んでゆくさまが描き出されている。この三部作では、甘い感傷を漂わせた抒情的なストーリー展開において、後の『Dr.コトー診療所』の先触れとなっている。
また、早くもこの三部作と『エクシス』（講談社）では、手塚治虫のようなスター・システムが使われて、主人公ならびにヒロインがいずれも同一人物と言ってよいほど同じ顔をしており、さらにどちらも、『いただきます!』（小学館）において準主人公として再登場する。ヒロインを気の強いしっかり者の恋女房とする設定は、『マッシュ』に始まり、『いただきます!』や、いくつかの少年向けスポーツ漫画を経て、『Dr.コトー』に受け継がれている。現実批判は、災害・事故調査官を主人公とした『アクシデンツ -事故調クジラの事件簿-』にも受け継がれている。
『いただきます!』の成功を受け、青年誌にも進出、しかし短編集『過去への旅人』では、再び抒情的な語り口に戻っているばかりか、一切のギャグを斥けた重厚でシリアスなストーリー構成を行い、ストーリーテリングのうまさを見せ付けた。一方の『ONE&ONLY』は、『いただきます!』や『アクシデンツ』にも部分的に出てきた、自動車に対する作者の情熱が表現されている。
『Dr.コトー診療所』は、さしずめこれまでの創作活動の総決算といった趣があり、少年漫画の創作で培った、程よくギャグを交えたストーリー、写実性と劇画的画面の巧みなバランスが認められる。この作品では「スターシステム」の実験も見られ、旧作の登場人物が転用される（原健裕＝『風のマリオ』のポトフ、主人公の祖父＝『いただきます!』の主人公ゴダイ、古志木漁協にあらわれたチンピラ＝『いただきます!』クラウナウア共和国の傭兵）だけでなく、旧作の特徴的な人物の性格や役柄が借用されている（安藤漁労長＝『マッシュ』の画家の卵ノルウォーター、内つる子＝『いただきます!』のババァ）ほか、さらには主要なキャラクターに、文字通りの現実のスターの顔が利用されている。
また、プロ野球中日ドラゴンズのファンで、チームがリーグ優勝した2004年に『中日新聞』の優勝特集紙面で、優勝に歓喜するドラゴンズナインを見開きで描いた。2006年10月11日付（ドラゴンズ優勝の翌日）の『中日スポーツ』紙面には、五島健助（Dr.コトー）が｢ファン代表｣として胴上げされているイラストが描かれた。
なお、画風として登場人物全員が垂れ目であるのが特徴的である。

## 作品リスト
- エクシス （週刊少年マガジン、1984年連載）
- 風のマリオ （週刊少年マガジン、1983年-1987年連載）
- マッシュ -時代より熱く- （週刊少年サンデー、1990年～）
- いただきます! （週刊少年サンデー）
- アクシデンツ -事故調クジラの事件簿- （週刊少年サンデー）
- ONE&ONLY （ビッグコミックスピリッツ）
- 過去への旅人 （ビッグコミックオリジナル）
- へなへな -外科医 龍浪誠のカルテより- （週刊ヤングサンデー、1999年6月10日号） シナリオ協力／市村正晃 - 『孤島の診療所を舞台に描く青年外科医の感動ストーリー』と表紙にある。
- Dr.コトー診療所 （週刊ヤングサンデー → ビッグコミックオリジナル連載、長期休載中）
  - Dr.コトー診療所 島の子供達 （小学五年生 → GAKUMANplus）
- 少年探偵団シリーズ（原作・江戸川乱歩） （小学館学年誌）
- 週刊マンガ日本史 第19号 織田信長 （朝日新聞出版）
- W（2016年5月11日-15日 中野テアトルBONBONにて、主演鳳恵弥、共演黒田勇樹、他）

## アシスタント
- 武村勇治
- 須本壮一（本そういち）
- 黒丸